# Ivan Perčević von Odavna
Ivan Perčević von Odavna (Beč, 21. svibnja 1881. — Zagreb, 7. lipnja 1947.), potpukovnik austro-ugarske vojske i visoki dužnosnik NDH. 

## Životopis
Rodio se je Beču u obitelji plemića iz obitelji Perčević von Odavna. Otac mu je bio visoki stožerni časnik Franz Perčević von Odavna, a mati Adolfine Schoklitsch. Imao je sestre Adolfine i Paulu. Oženio je Margit Freiin von Vest. Jedno od djece sestre Adolfine bio je Theodor Piffl-Perčević, ministar u austrijskoj vladi.
Poslije Prvoga svjetskog rata i raspada Austro–Ugarske nije se htio vratiti u novostvorenu Kraljevinu SHS, nego je ostao u Austriji ne želeći priznati novo političko stanje u domovini. Dio Prve (stare) hrvatske političke emigracije, kao dio t.zv. grupe Sarkotić, skupine koja je radila na rušenju Kraljevine SHS odnosno Kraljevine Jugoslavije i stvaranju samostalne hrvatske države. Skupina se prvo povezala sa Stjepanom Radićem, a poslije s ustaškim pokretom. U prvoj polovici 1930-ih postao je visoki dužnosnik ustaške organizacije.